# Pierre Guérin des Marchais
Pierre Guérin des Marchais, né le 14 juillet 1759 à Gien (généralité d'Orléans, actuel département du Loiret), mort le 26 février 1818 dans la même ville, est un homme politique de la Révolution française.

## Biographie
Avocat à Gien, il est député du Loiret de 1792 à 1806.
La monarchie constitutionnelle mise en place par la constitution du 3 septembre 1791 prend fin à l'issue de la journée du 10 août 1792 : les bataillons de fédérés bretons et marseillais et les insurgés des faubourgs de Paris prennent le palais des Tuileries. En septembre 1792, Pierre Guérin des Marchais est élu député du département du Loiret, le sixième sur neuf, à la Convention nationale.
Il siège sur les bancs de la Plaine. Lors du procès de Louis XVI, il vote la détention durant la guerre et l'expulsion à la paix, se prononçant contre l'appel au peuple mais en faveur du sursis à l'exécution. En avril 1793, il vote contre la mise en accusation de Jean-Paul Marat. En mai, il est absent lors du scrutin sur le rétablissement de la Commission des Douze.
En brumaire an III (octobre 1794), il est élu membre de la Commission des Vingt-et-Un chargée d'examiner la conduite de Jean-Baptiste Carrier, député du Cantal, accusé d'avoir provoqué durant sa mission à Nantes des fusillades et des noyades. En pluviôse an III (février 1795), il est envoyé en mission dans les départements des Bouches-du-Rhône et du Var. Il est remplacé par Antoine d'Espinassy (député du Var) en prairial (mai). En messidor (juillet), il est renvoyé en mission dans les Bouches-du-Rhône afin d'y rétablir l'ordre et d'y épurer les autorités constituées.
Il passe au Conseil des Cinq-Cents, puis au corps législatif. Il est ensuite président du tribunal de Gien.

## Sources
1. ↑  Ducom, André Jean (1861-1923), Lataste, Lodoïs (1842-1923) et Pionnier, Constant (1857-1924), « Archives parlementaires de 1787 à 1860, Première série, tome 52, Liste des députés par départements » , sur www.gallica.bnf.fr, 1897-1913 (consulté le 28 septembre 2024)
2. ↑  Froullé, Jacques-François (≈1734-1794), « Liste comparative des cinq appels nominaux . Faits dans les séances des 15, 16, 17, 18 et 19 janvier 1793, sur le procès et le jugement de Louis XVI » , sur www.gallica.bnf.fr, 1793 (consulté le 28 septembre 2024)
3. ↑  Ducom, André Jean (1861-1923), Lataste, Lodoïs (1842-1923) et Pionnier, Constant (1857-1924), « Archives  parlementaires de 1787 à 1860, Première série, tome 62, séance du 13 avril 1793 » , sur www.gallica.bnf.fr, 1897-1913 (consulté le 28 septembre 2024)
4. ↑  Ducom, André Jean (1861-1923), Lataste, Lodoïs (1842-1923) et Pionnier, Constant (1857-1924), « Archives parlementaires de 1787 à 1860, Première série, tome 65, séance du 28 mai 1793 » , sur www.gallica.bnf.fr, 1897-1913 (consulté le 28 septembre 2024)
5. ↑  Baron, Marie Claude (1945-2002) et Brunel, Françoise (née en 1948), « Archives parlementaires de 1787 à 1860, Première série, tome 100, séance du 8 brumaire an III (29 octobre 1794) » , sur www.persee.fr, 2000 (consulté le 28 septembre 2024)

- « Pierre Guérin des Marchais », dans Adolphe Robert et Gaston Cougny, Dictionnaire des parlementaires français, Edgar Bourloton, 1889-1891 [détail de l’édition]
- Fiche sur Assemblée nationale